# Operazione Noble Eagle
L'operazione Noble Eagle (ONE) è un'operazione militare degli Stati Uniti e del Canada relativa alla sicurezza nazionale e al sostegno alle agenzie federali, statali e locali. L'operazione è iniziata l'11 settembre 2001, in risposta agli attacchi dell'11 settembre.

## Storia
In seguito agli attentati del'11 settembre 2001, il Presidente Bush mobilitò di migliaia di membri della guardia nazionale e personale di riserva per svolgere missioni di sicurezza su installazioni militari, aeroporti e altri potenziali obiettivi come ponti, centrali elettriche e strutture portuali. Questi riservisti furono chiamati in servizio attivo sotto un'autorità di mobilitazione nota come mobilitazione parziale (10 USC 12302). Ai sensi della legge statunitense, in un momento di emergenza nazionale dichiarato dal Presidente degli Stati Uniti, la mobilitazione parziale autorizza il Presidente a ordinare ai membri della riserva pronta di prestare servizio attivo per un periodo non superiore a 24 mesi consecutivi. Inoltre, nel 2001 e nel 2002, migliaia di membri della Guardia Nazionale furono attivati su ordine dei rispettivi governatori per fornire ulteriore sicurezza negli aeroporti. Sono stati richiamati alle armi ai sensi del Titolo 32 del Codice degli Stati Uniti, il che significa che erano sotto il controllo statale, ma con retribuzione e benefici federali.
La Royal Canadian Air Force contribuì a fornire la difesa del confine settentrionale degli Stati Uniti. Al 759º battaglione della polizia militare dell'esercito degli Stati Uniti, alla 144ª compagnia di polizia militare e alla 177ª brigata di polizia militare fu assegnato il compito di proteggere la Casa Bianca, il Pentagono e il Campidoglio, insieme ad altre unità della Army National Guard incaricate di aumentare il perimetro di difesa aerea dell'aeronautica americana (USAF) attorno alla regione della capitale nazionale.
In un articolo datato giugno 2007 i leader politici e militari degli Stati Uniti iniziarono a considerare la costosa operazione di difesa aerea sopra le città del Nord America come un requisito di difesa permanente che richiedeva un'attenzione significativa da parte del Comando di difesa aerospaziale nordamericano (NORAD) sul miglioramento del comando e del controllo delle missioni di difesa aerea nazionale.

## Equipaggiamento

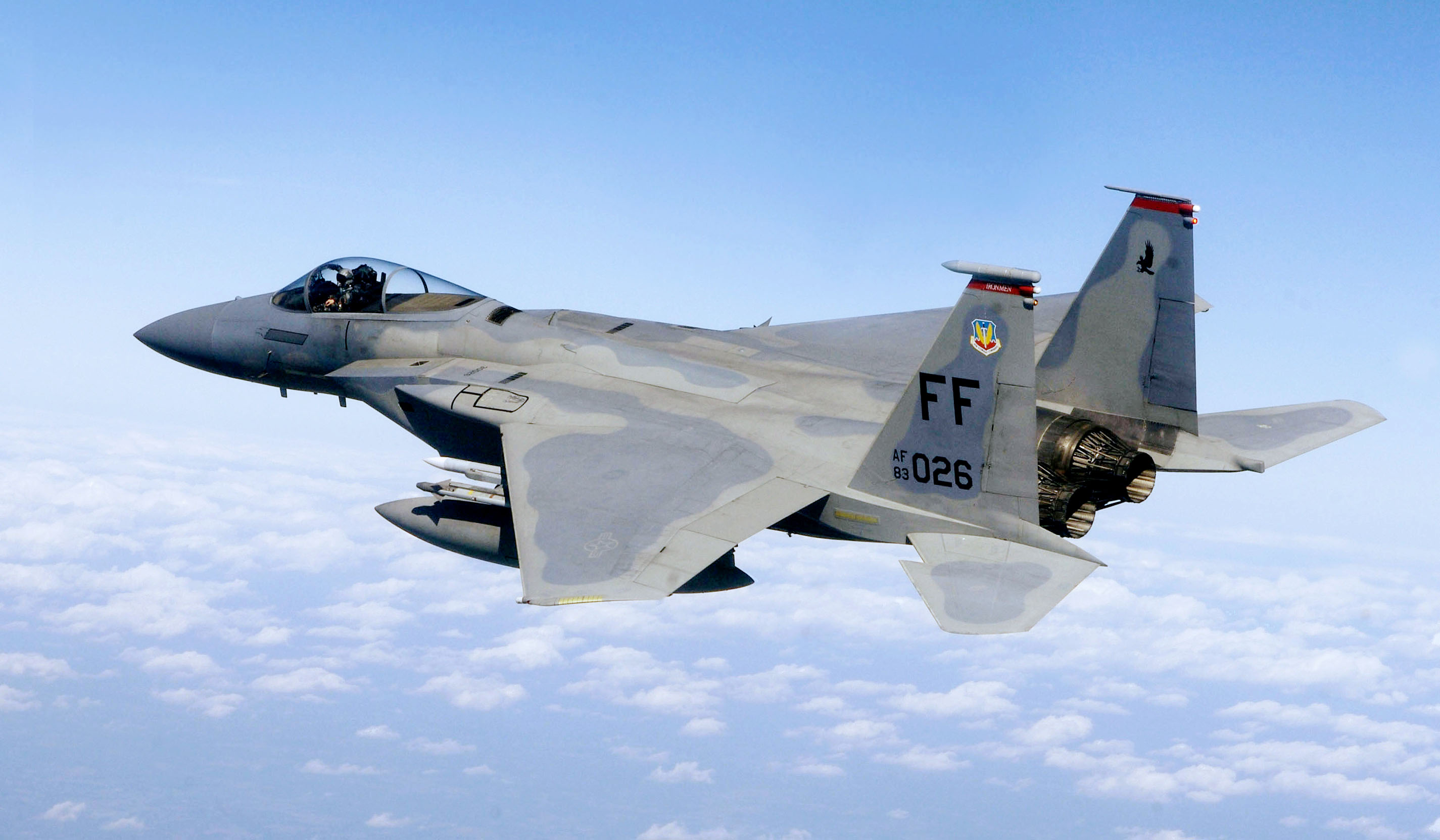
Un F-15 Eagle del 71st Fighter Squadron, 1st Fighter Wing, che sorvola Washington, D.C., 2007

Il Dipartimento della Difesa degli Stati Uniti fornì F-15 Eagles e F-16 Fighting Falcons per questa operazione, e le forze armate canadesi fornirono CF-18 Hornet. La Guardia nazionale dell'esercito americano mise a disposizione numerosi sistemi di difesa aerea a corto raggio AN/TWQ-1 Avenger per fornire protezione di quel tipo sotto il controllo del Joint Air Defense Operations Center (JADOC) e del CONR dell'USAF.

## Regione canadese del NORAD
In quanto componente geografica canadese del NORAD, la CANR fornisce la sorveglianza e il controllo dello spazio aereo e dirige tutte le attività di sovranità aerea per la regione canadese del NORAD. La CANR e le risorse assegnate alla Royal Canadian Air Force in tutto il paese garantiscono la sicurezza aerea e la protezione contro potenziali minacce aeree e hanno sostenuto eventi speciali come il vertice del G-8 e le visite di dignitari stranieri.
La regione canadese del NORAD ha effettuato missioni di protezione aerea dell'operazione Noble Eagle nell'area di Windsor, Ontario / Detroit, Michigan il 5 febbraio 2006, a sostegno del Super Bowl XL al Ford Field. Questi tipi di missioni erano diventati più comuni nell'intrattenimento organizzato come il Super Bowl.